# Rio Petacalapa
Rio Petacalapa é um rio centro-americano da Guatemala.